# WarCry
WarCry é uma banda de power metal da Espanha formada em 1996 em Asturias.

## História
A banda foi fundada início dos anos 90 por Víctor García (ex-Avalanch), mas dissolvida em 1994. O projeto foi retomado em 1996.
Em 2001, Víctor García têm a ideia de gravar um CD com as canções que havia feito em seu tempo livre, junto com Alberto Ardines. A ideia de criar uma banda a parte veio do fato de que estas músicas não serem correspondentes com o tema adotado pela banda em que faziam parte (Avalanch) como vocalista e baterista, respectivamente.
Em março de 2002 a banda Avalanch divulga oficialmente que Víctor García e Alberto Ardines não mais fariam parte da banda, o que os fez tomar a decisão de formar uma banda própria.
A formação original era de Víctor García (vocal), Pablo García (guitarra), Fernando Mon (guitarra), Álvaro Jardón (baixo) e Alberto Ardines (bateria). Em agosto de 2002, Manuel Ramil é incorporado à banda nos teclados.

## Integrantes

### Integrantes atuais
- Víctor García - vocal
- Alberto Ardines - Bateria
- Fernando Mon - Guitarra
- Pablo Garcia - Guitarra
- Manuel Ramil - Teclado
- Roberto García - Baixo

### Ex-integrantes
- Álvaro Jardón - Baixo
- Rafael Yugueros - Bateria

## Discografia

### Álbuns de estúdio
- WarCry (2002)
- El sello de los tiempos (2002)
- Alea Jacta Est (2004)
- ¿Dónde Está La Luz? (2005)
- La Quinta Esencia (2006)
- Revolución (2008)
- Alfa (2011)

### Demos
- Demon 97 (1997)